# Harm Vanhoucke
Harm Vanhoucke (Courtrai, 17 de junho de 1997) é um ciclista belga, membro da equipa Lotto Soudal.

## Palmarés
2016
- 1 etapa do Tour de Saboya
- Piccolo Giro de Lombardia

2017
- Flecha das Ardenas
- Volta a Navarra, mais 1 etapa[1]